# Grande-Bretagne aux Jeux olympiques de la jeunesse d'été de 2010
La Grande-Bretagne a participé aux Jeux olympiques de la jeunesse d'été de 2010 à Singapour du 14 au 26 août 2010. L'équipe britannique était composée de 40 athlètes dans 16 sports différents.

## Médaillés
| Médaille                            | Nom                                  | Sport        | Event                        | Date    |
| ----------------------------------- | ------------------------------------ | ------------ | ---------------------------- | ------- |
| Médaille d'or, Jeux olympiques      | Jade Jones                           | Taekwondo    | 55 kg filles                 | 17 août |
| Médaille d'or, Jeux olympiques      | Fiona Gammond Georgia Howard-Merrill | Aviron       | Paire filles                 | 18 août |
| Médaille d'or, Jeux olympiques      | Carian Scudamore                     | Équitation   | Team Jumping                 | 20 août |
| Médaille d'or, Jeux olympiques      | Oliver Golding                       | Tennis       | Double garçons               | 20 août |
| Médaille d'or, Jeux olympiques      | Sam Oldham                           | Gymnastiques | Barre fixe                   | 22 août |
| Médaille d'argent, Jeux olympiques  | Sam Oldham                           | Gymnastiques | Cheval d'arçons              | 21 août |
| Médaille d'argent, Jeux olympiques  | David Bolarinwa                      | Athlétisme   | Relais suédois               | 23 août |
| Médaille de bronze, Jeux olympiques | Rachael Kelly (en)                   | Natation     | 100m filles                  | 20 août |
| Médaille de bronze, Jeux olympiques | Eleanor Faulkner (en)                | Natation     | 400 m                        | 20 août |
| Médaille de bronze, Jeux olympiques | David Bolarinwa                      | Athlétisme   | 100 m                        | 21 août |
| Médaille de bronze, Jeux olympiques | Charlie Grice                        | Athlétisme   | 1 000 m garçons              | 22 août |
| Médaille de bronze, Jeux olympiques | Annie Tagoe (en)                     | Athlétisme   | Relais suédois               | 23 août |
| Médaille de bronze, Jeux olympiques | Kieran Martin (en)                   | Voile        | Planche à voile (Techno 293) | 25 août |